# Jedna si jedina
Jedna si jedina je nekdanja državna himna Bosne in Hercegovine. Pisec in skladatelj pesmi je slavni bosanski pevec Edin Dervišhalidović - Dino Merlin. Sprejeta je bila novembra 1992, leta 1998 pa jo je zamenjala nova himna Intermeco.

## Prva Različica

### Bosanščina
Zemljo tisućljetna,

na vjernost ti se kunem.

Od mora do Save,

od Drine do Une!

Jedna si, jedina,

moja domovina.

Jedna si, jedina,

Bosna i Hercegovina!

Bog nek' te sačuva,

za pokoljenja nova.

Zemljo mojih snova,

mojih pradjedova!
Jedna si, jedina,

moja domovina.

Jedna si, jedina,

Bosna i Hercegovina!

Teško onoj ruci,

koja ti zaprijeti,

Sinovi i kćeri,

za te će umrijeti,

Jedna si, jedina,

moja domovina.

Jedna si, jedina,

Bosna i Hercegovina!

### Slovenščina
Zemlja tisočletna,

Na prisegam vam zvestobo.

Od morja do Save,

Od Drine do Une!
Ena si, edina,

Moja domovina.

Ena si, edina,

Bosna in Hercegovina!

Bog naj vas bo rešil,

Za nova generacije.

Zemlja moje sanj,

Mojih zemlje dedki!
Ena si, edina,

Moja domovina.

Ena si, edina,

Bosna in Hercegovina!

Težko za to roko,

Katera ti za grozi,

Sinove in Hčere,

Umrli bodo za vas,

Ena si, edina,

Moja domovina.

Ena si, edina,

Bosna in Hercegovina!

## Druga Različica

### Bosanščina
Preko tamnih gora,

od Save do mora.

Na vjernost ti se kunem,

od Drine do Une!

Jedna si, jedina,

naša domovina.

Jedna si, jedina,

Bosna i Hercegovina!

Teško onoj ruci,

koja ti zaprijeti,

Sinovi i kćeri,

za te će umrijeti,

Jedna si, jedina,

naša domovina.

Jedna si, jedina,

Bosna i Hercegovina!

Bog nek' te sačuva,

za pokoljenja nova.

Zemljo krvi naše,

Naših pradjedova!
Jedna si, jedina,

naša domovina.

Jedna si, jedina,

Bosna i Hercegovina!

### Slovenščina
Čez temne gore,

Od Save do morja.

Na prisegam vam zvestobo,

Od Drine do Une!
Ena si, edina,

Naši domovina.

Ena si, edina,

Bosna in Hercegovina!

Težko za to roko,

Katera ti za grozi,

Sinove in Hčere,

Umrli bodo za vas,

Ena si, edina,

Naši domovina.

Ena si, edina,

Bosna in Hercegovina!

Bog naj vas bo rešil,

Za nova generacije.

Zemlja naše kri,

Naših zemlje dedki!
Ena si, edina,

Naši domovina.

Ena si, edina,

Bosna in Hercegovina!

| Stub icon | Ta članek o glasbi je škrbina. Pomagajte Wikipediji in ga razširite. |